# Anna Lesko
Anna Lesko (nacida el 10 de enero de 1979 en Chisináu, Moldavia) es una cantante moldava-rumana de pop.
Comenzó su carrera musical en 2002, alcanzando la fama con el sencillo "Ard în flăcări" (Ardiendo en llamas). Desde entonces, lanzó una serie de éxitos exitosos, incluido "Anicyka Maya", que alcanzó el puesto número 2 durante más de un mes en Rumania Top 40. Ha sido certificada oro dos veces en Rumania. Además de cantar, también se dedica a la pintura.

## Discografía

### Álbumes de estudio
- 2002 - Flăcări
- 2003 - Inseparabili
- 2004 - Pentru Tine
- 2006 - Ispita
- 2007 - 24
- 2010 - Jocul Seducţiei

### Sencillos
- "Ard în Flăcări" (2002)
- "Inseparabili" (2003)
- "Inocenta"
- "Pentru Tine" (2004)
- "Nu Mai Am Timp" (2004)
- "Anicyka Maya" (2005)
- "24"
- "1001 Dorinţe" (2007)
- "Balalaika" (2009)
- "Wake Up" (2011)
- "Go Crazy" (Featuring Gilberto) (2012)
- "Ia-mă" (2012)
- "Leagănă barca" (2013)
- "Foc şi scrum" (2014)
- "So Sexy" (Featuring Vova) (2015)
- "Down Down/Habibi" (Featuring Vova) (2015)
- "Ivanko" (Featuring Culita Sterp) (2020)